# Yaxgemel Unión
Yaxgemel Unión är en ort i Mexiko.   Den ligger i kommunen Chenalhó och delstaten Chiapas, i den sydöstra delen av landet, 800 km öster om huvudstaden Mexico City. Yaxgemel Unión ligger 1 484 meter över havet och antalet invånare är 289.
Terrängen runt Yaxgemel Unión är huvudsakligen kuperad, men åt nordost är den bergig. Runt Yaxgemel Unión är det tätbefolkat, med 319 invånare per kvadratkilometer. Närmaste större samhälle är Pantelhó, 10,7 km nordost om Yaxgemel Unión. I omgivningarna runt Yaxgemel Unión växer i huvudsak städsegrön lövskog.